# Oliver Stojanovic Fredin
Oliver Stojanovic Fredin, född 6 januari 1998, är en svensk fotbollsspelare som spelar för Vasalunds IF.

## Karriär
Stojanovic Fredin började spela fotboll i Hittarps IK som femåring. Som 11-åring gick han till Helsingborgs IF. Vintern 2012 lämnade Stojanovic Fredin klubben för Malmö FF. Efter tre år i Malmö FF:s ungdomslag lånades Stojanovic Fredin, som spelar till höger på mittfältet, i mars 2016 ut till Superettanklubben Ängelholms FF. Lånet sträckte sig över säsongen 2016. I Superettanpremiären 2016 blev Oliver Stojanovic Fredin matchhjälte för sin nya klubb, då han efter 17 minuter gjorde matchens enda mål i Ängelholms match mot Syrianska FC.
Inför säsongen 2017 gick Stojanovic Fredin som bosman till Ängelholms FF, och stannade alltså kvar i klubben han var utlånad till föregående säsong. I februari 2019 värvades Stojanovic Fredin av Oskarshamns AIK. Efter säsongen 2019 lämnade han klubben.
I mars 2020 skrev Stojanovic Fredin på för Lunds BK. Den 1 juli 2020 gjorde han ett hattrick i en 3–1-vinst över Eskilsminne IF. I februari 2021 värvades Stojanovic Fredin av Sollentuna FK.
I januari 2023 värvades Stojanovic Fredin av Helsingborgs IF, där han skrev på ett ettårskontrakt. I augusti 2023 värvades Stojanovic Fredin av GIF Sundsvall, där han skrev på ett 2,5-årskontrakt. I augusti 2024 gick Stojanovic Fredin till Vasalunds IF.

## Personligt
Oliver Stojanovic Fredins morfar är Sten-Inge Fredin som under åtta års tid var ordförande i Helsingborgs IF. I samband med utlåningen till Ängelholms FF blev han klubbkamrat med sin äldre bror Dennis Stojanovic-Fredin.